# Иванов, Леонид Александрович (юрист)
Леонид Александрович Иванов (9 апреля 1931, Ягодная Поляна — 22 февраля 2008, Саратов) — советский и российский учёный-правовед, доктор юридических наук, профессор, заведующий кафедрой криминалистики (1980—1987) и кафедрой тактики и методики расследования преступлений (1997—1998) Саратовской государственной академии права, специалист в области криминалистики и уголовного процессуального права.

## Биография
Леонид Александрович Иванов родился 9 апреля 1931 года в селе Ягодная Поляна Вязовского района Саратовского округа Нижне-Волжского края (ныне — Татищевского района Саратовской области) в семье служащих.
- 1936 год — переехал вместе с семьёй в город Саратов.
- 1939 год — 1950 год — учёба в средней школе.
- 1950 год — 1954 год — учёба в Саратовском юридическом институте имени Д. И. Курского. Учёбу совмещает с работой старшим пионервожатым в 13-й средней школе города Саратова.
- 1954 год — 1957 год — старший следователь 11-го отделения милиции города Саратова.
- 1957 год — 1959 год — следователь, затем дознаватель Кировского районного отдела милиции города Саратова.
- 1959 год — 1964 год — учёба в аспирантуре Саратовского юридического института имени Д. И. Курского. Параллельно с учёбой в аспирантуре, с 1961 года, на преподавательской работе на кафедре криминалистики института.
- 1965 год — защита диссертации на соискание учёной степени кандидата юридических наук на тему «Назначение и проведение автотехнической и трасологической экспертиз при расследовании автотранспортных происшествий»[1] под руководством доктора юридических наук, профессора Рассейкина Д. П.
- 1971 год — присвоено учёное звание доцента.
- 1980 год — 1987 год — заведующий кафедрой криминалистики Саратовского юридического института имени Д. И. Курского.
- 1996 год — защита диссертации на соискание учёной степени доктора юридических наук на тему «Основы расследования преступлений, связанных с некомпетентной эксплуатацией техники в производстве»[2]. Оппонентами выступали известные учёные-криминалисты — доктора юридических наук, профессоры Р. С. Белкин, Ю. Г. Корухов, Н. Г. Шурухнов.
- 1997 год — 1998 год — заведующий кафедрой тактики и методики расследования преступлений Саратовской государственной академии права.
- 1998 год — присвоено учёное звание профессора.
- 1998 год — 2008 год — профессор кафедры тактики и методики расследования преступлений Саратовской государственной академии права.

Умер 22 февраля 2008 года в городе Саратове.

## Научная деятельность
В сферу научных интересов профессора Л. А. Иванова входило изучение проблем тактики и методики расследования дорожно-транспортных происшествий, происшествий техногенного характера, производство судебных экспертиз при расследовании дорожно-транспортных происшествий.
Активно занимался общественно-просветительской и преподавательской работой, читал курсы по криминалистике, спецкурсы по тактике и методике расследования автотранспортных происшествий, производству судебных экспертиз. Занимался подготовкой научных кадров, под его руководством защищено несколько кандидатских диссертаций.
За годы работы им опубликовано более 60 научных работ, среди которых 4 монографии и несколько учебных пособий, которые востребованы и по настоящее время не только в родном вузе, но и в иных профильных учебных заведения. Его научные статьи опубликованы в таких ведущих научных журналах, как Социалистическая законность, Советская юстиция и других.

## Некоторые публикации

### Диссертации
- Иванов Л. А. Назначение и проведение автотехнической и трасологической экспертиз при расследовании автотранспортных происшествий. Дис. … канд. юрид. наук. — Саратов, 1965. — 488 с.
- Иванов Л. А. Основы расследования преступлений, связанных с некомпетентной эксплуатацией техники в производстве. Дис. … д-ра. юрид. наук. — Москва, 1995.

### Книги
- Иванов Л. А. Подготовка материалов для автотехнических и трасологических экспертиз при расследовании автотранспортных происшествий. — Саратов: Издательство СГУ, 1963. — 56 с.
- Иванов Л. А. Дорожно-транспортная и трасологическая экспертиза при расследовании автотранспортных происшествий. — Саратов, 1968.
- Иванов Г. Е., Иванов Л. А., Николаевский Ю. В. Подготовка материалов для производства судебной дорожно-транспортной экспертизы: пособие для практических работников. — Саратов: Издательство СГУ, 1970. — 40 с.
- Иванов Л. А. Следственный осмотр при расследовании транспортных происшествий: учебное пособие / под ред. В. В. Козлова, В. И. Комиссарова. — Саратов: Издательство СГУ, 1993. — 155 с. — ISBN 5-292-01783-3.
- Иванов Л. А., Мельник В. В., Яковлев Я. М., Мазуркевич В. Б., Хайдуков Н. П. Судебно-психологическая экспертиза при расследовании транспортного происшествия / под ред. Н. П. Хайдукова. — Саратов: Издательство СГУ, 1993. — 236 с. — ISBN 5-292-01848-1.
- Иванов Л. А. Основы транспортной трасологии. — Саратов, 1995.

### Статьи
- Иванов Л., Козлов В., Маландин И. Виноградов И. В. и др. Экспертизы на предварительном следствии. — 2-е изд., перераб. и доп. — М.: Юрид. лит., 1967 (Рецензия) // Социалистическая законность : научный журнал. — 1967. — № 12. — С. 86—87.
- Иванов Л. А. Особенности расследования по делам о преступно-небрежном использовании или хранении сельскохозяйственной техники // Социалистическая законность : научный журнал. — 1967. — № 2. — С. 52—54.
- Иванов Л. А. Дорожно-транспортная экспертиза в суде // Советская юстиция : научный журнал. — 1968. — № 1. — С. 21—23.
- Гдлян Т. Х., Иванов Л. А. Использование научно-технических средств при расследовании преступлений // Социалистическая законность : научный журнал. — 1977. — № 5. — С. 59—60.